# Ángel Parra en Chile
Ángel Parra en Chile es el quinto álbum en directo del cantautor chileno Ángel Parra como solista, lanzado originalmente en 1989 y grabado el 6 de mayo de ese mismo año en un concierto en el Teatro Teletón de Santiago de Chile.
Este álbum doble corresponde al primer disco grabado por Ángel Parra en Chile desde su exilio en México y Francia producto de la dictadura militar, siendo por tanto aquel que marca su progresivo regreso al país. La mayoría de las canciones son composiciones de Ángel Parra, salvo algunas creaciones de su madre, Violeta Parra, así como «Te recuerdo, Amanda» de Víctor Jara.
En la música acompañaron al cantautor su hijo Ángel y el músico Pablo Lecaros.

## Lista de canciones
Toda la música compuesta por Ángel Parra, salvo que se indique lo contrario. 
| Volumen 1. Cara A |                                                      |               |          |  |
| N.º               | Título                                               | Música        | Duración |  |
| 1.                | «Volver a caminar»                                   |               | 4:33     |  |
| 2.                | «Cuando amanece el día»                              |               | 3:14     |  |
| 3.                | «Me gustan los estudiantes»                          | Violeta Parra | 2:53     |  |
| 4.                | «Canción de amor»                                    |               | 3:06     |  |
| 5.                | «Arauco tiene una pena» (o «Levántante Huenchullán») | Violeta Parra | 2:57     |  |
| 6.                | «Valparaíso en la noche»                             |               | 3:55     |  |
| 20:38             |                                                      |               |          |  |

| Volumen 1. Cara B |                                            |               |          |  |
| N.º               | Título                                     | Música        | Duración |  |
| 7.                | «La libertad» (o «Canción de la libertad») |               | 4:09     |  |
| 8.                | «Reflexiones sobre el exilio»              |               | 4:58     |  |
| 9.                | «Recuerdos de infancia»                    |               | 5:18     |  |
| 10.               | «Mirando mirar la mar»                     |               |          |  |
| 11.               | «Mazúrquica modérnica»                     | Violeta Parra | 1:57     |  |

| Volumen 2. Cara A |                           |               |          |  |
| N.º               | Título                    | Música        | Duración |  |
| 12.               | «Volver a los diecisiete» | Violeta Parra | 6:05     |  |
| 13.               | «Te ofrezco mi mano»      |               | 3:48     |  |
| 14.               | «El mentiroso»            |               | 3:03     |  |
| 15.               | «Te recuerdo Amanda»      | Víctor Jara   |          |  |
| 16.               | «El poeta frente al mar»  |               | 4:17     |  |
| 17.               | «Mujeres chilenas»        |               |          |  |

| Volumen 2. Cara B |                        |                             |          |  |
| N.º               | Título                 | Música                      | Duración |  |
| 18.               | «Compañero presidente» |                             | 5:03     |  |
| 19.               | «Reconciliación»       |                             | 6:55     |  |
| 20.               | «Sin pedir perdón»     | Ángel Parra, Osvaldo Torres | 3:34     |  |
| 21.               | «La golondrina»        |                             | 6:48     |  |
| 22:20             |                        |                             |          |  |

## Créditos
- Pablo Lecaros: acompañamiento musical
- Ángel Parra (hijo): acompañamiento musical